# 박로건
박로건(2001년 8월 27일 ~ )은 KBO 리그 롯데 자이언츠의 투수이다.

## 아마추어 시절
초등학교 6학년 당시 전북 도내 초등학교 최초 노히트 노런을 달성하는 등 군산에서 천재로 소문이 자자했고, 공을 예쁘게 던지는 모습에 반해 군산으로 전지 훈련을 온 청원중 김복수 감독의 눈에 띄어 서울 청원중으로 진학했다. 중학교 2학년 때부터 많은 이닝을 소화했다.
이후 서울고로 진학했으나 진학 뒤 팔꿈치 통증으로 인한 수술-재활 기간을 거쳤고, 고등학교 3학년 때 전주고로 전학을 갔다.

## 롯데 자이언츠시절
2020년에 입단하였다. 2021년 5월 1일 한화 이글스와의 경기에 구원 등판하며 데뷔 첫 경기를 치렀고, 경기에서 0이닝 2실점을 기록했다. 상무 야구단에 지원했으나 탈락해 2022년 2월 5일에 사회복무요원으로 입소했다.

## 출신 학교
- 군산중앙초등학교
- 청원중학교
- 서울고등학교(전학) → 전주고등학교

## 통산 기록
| 연도 | 팀명  | 평균자책점 | 경기 | 완투 | 완봉 | 승 | 패 | 세 | 홀 | 승률 | 타자 | 이닝 | 피안타 | 피홈런 | 볼넷 | 사구 | 탈삼진 | 실점 | 자책점 |
| ---- | ----- | ---------- | ---- | ---- | ---- | -- | -- | -- | -- | ---- | ---- | ---- | ------ | ------ | ---- | ---- | ------ | ---- | ------ |
| 2021 | 롯데  | 16.88      | 3    | 0    | 0    | 0  | 0  | 0  | 0  | -    | 13   | 2⅔   | 3      | 1      | 2    | 0    | 2      | 5    | 5      |
| 통산 | 1시즌 | 16.88      | 3    | 0    | 0    | 0  | 0  | 0  | 0  | -    | 13   | 2⅔   | 3      | 1      | 2    | 0    | 2      | 5    | 5      |